# Großherzogliche Grabkapelle Karlsruhe

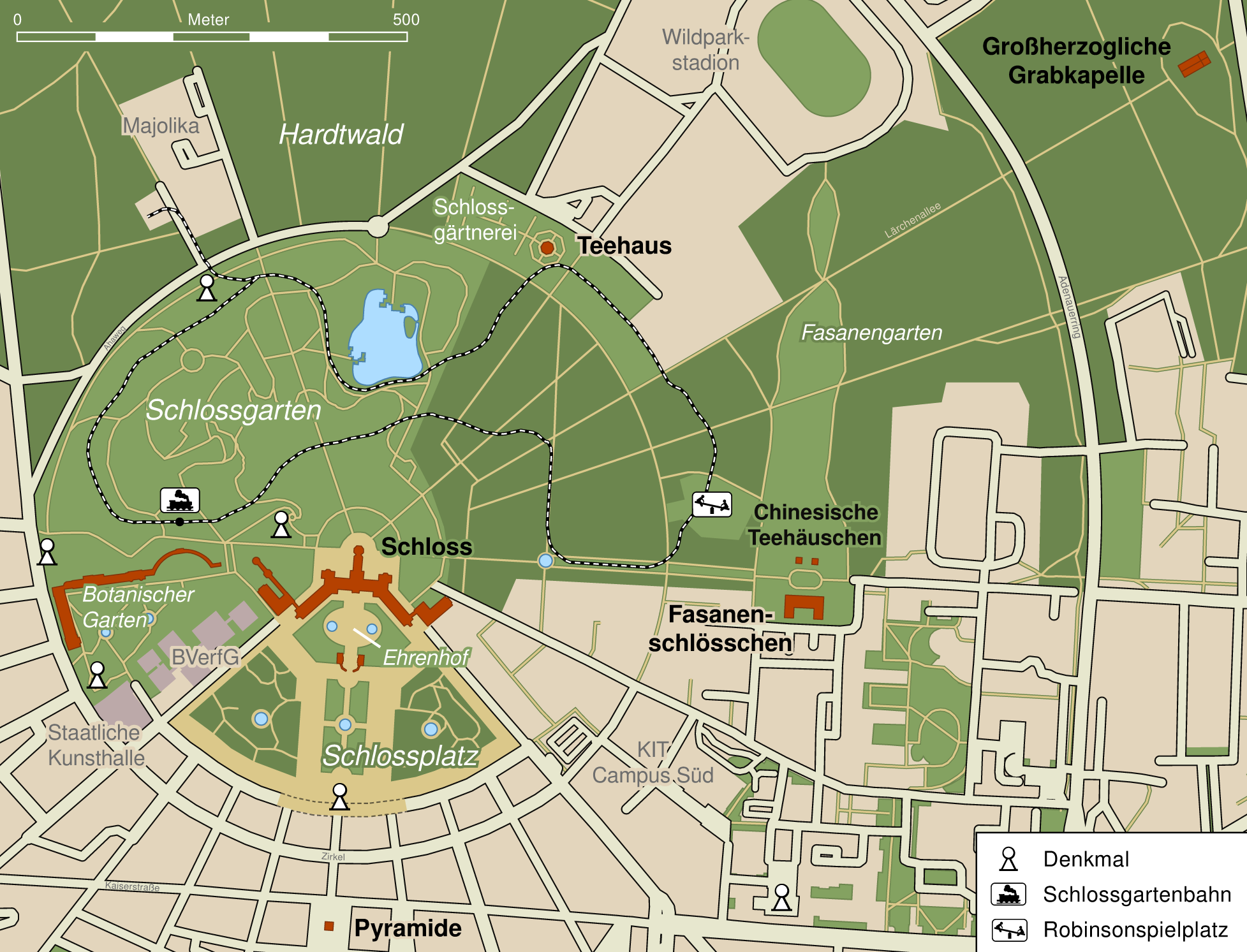
Karte der Karlsruher Schlossanlage, die Grabkapelle im Nordosten

Die Großherzoglich-Badische Grabkapelle im Fasanengarten in Karlsruhe wurde 1889–1896 von Hermann Hemberger nach Vorentwürfen von Franz Baer und Friedrich Hemberger in der Karlsruher Oststadt erbaut.

## Geschichte

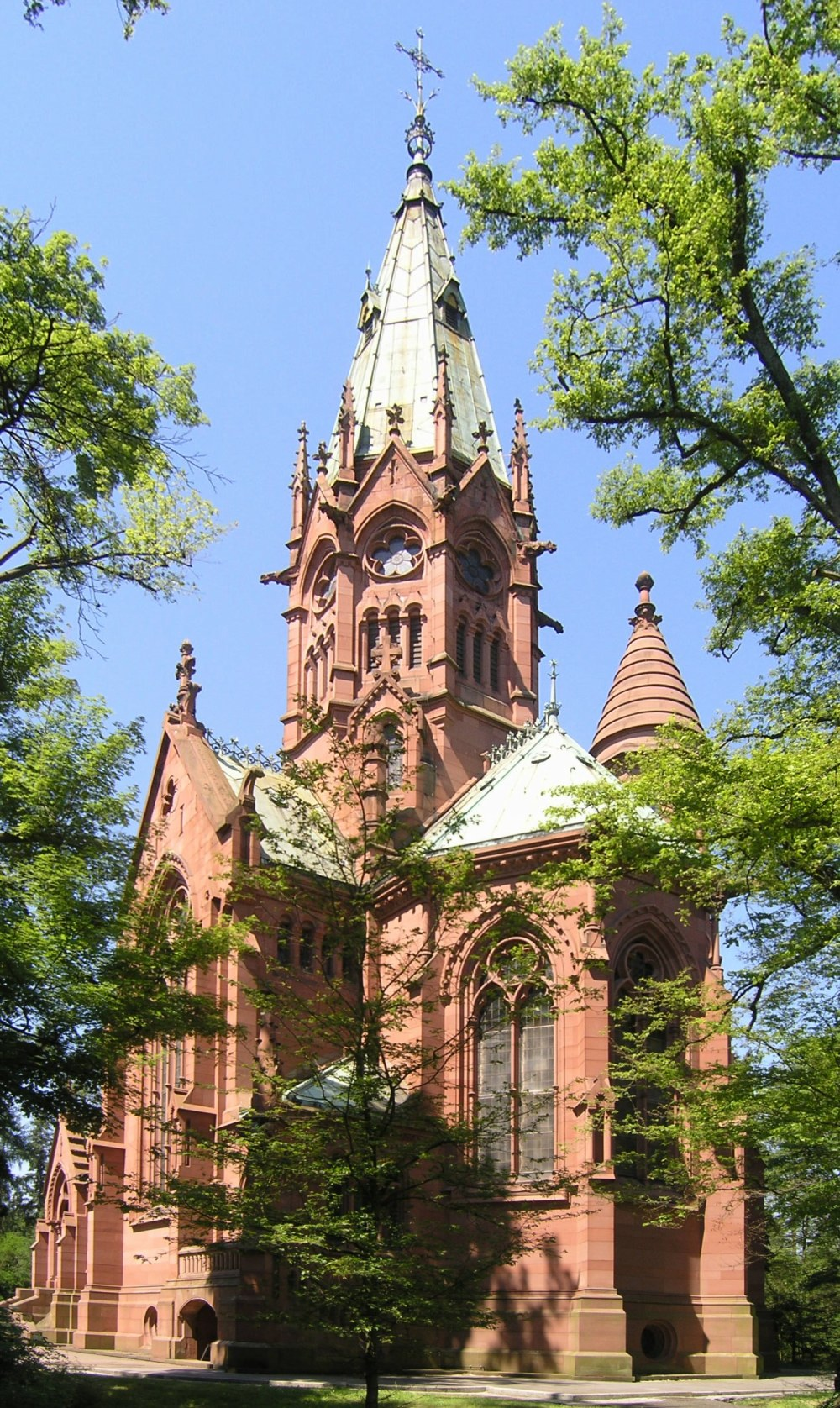
Grabkapelle im Fasanengarten in Karlsruhe

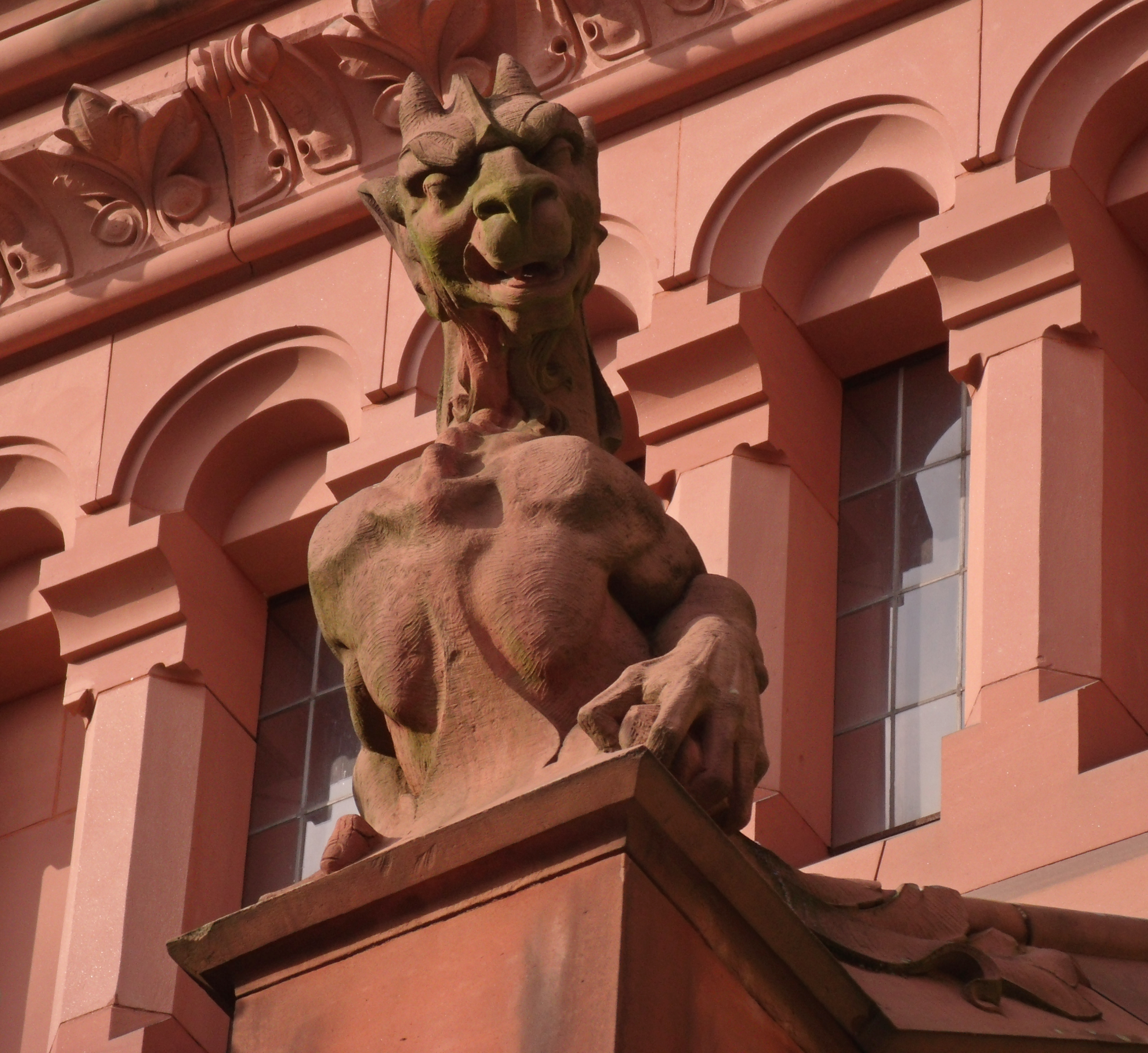
Chimäre an der Großherzoglichen Grabkapelle Karlsruhe

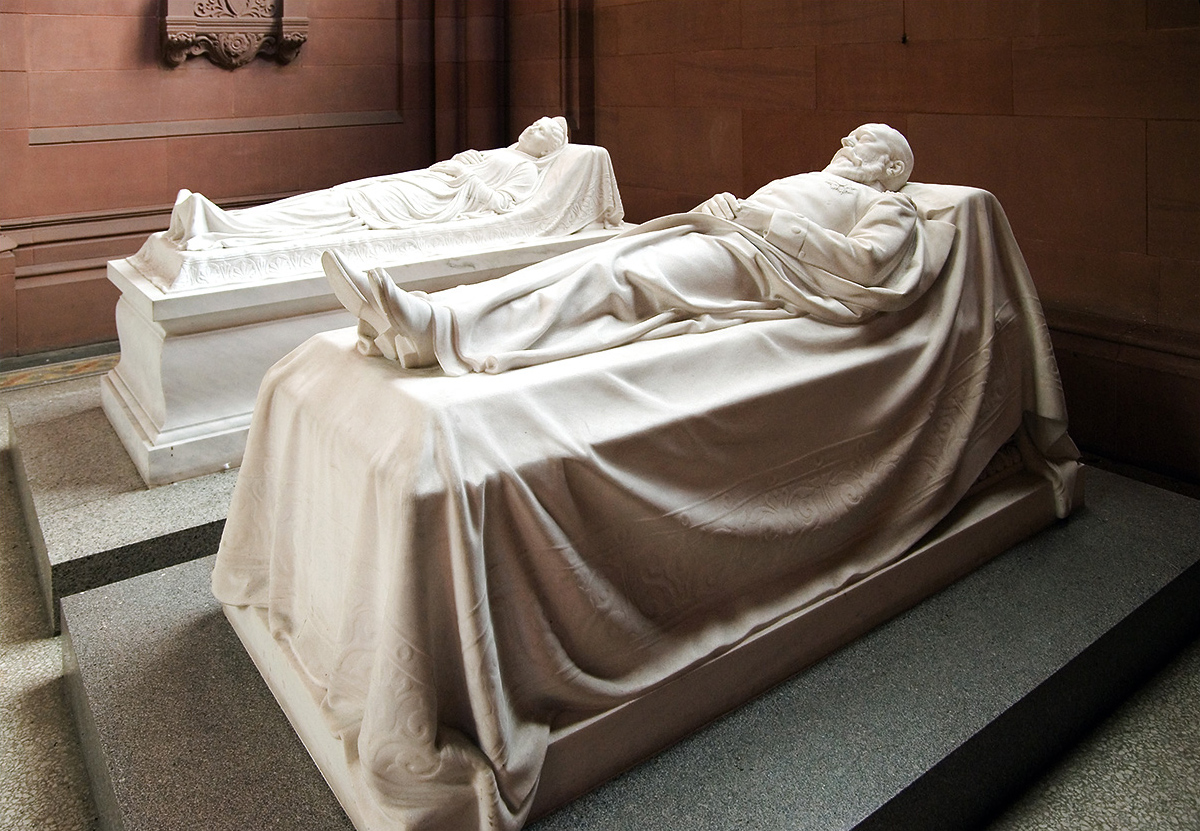
Grabmäler Großherzogs Friedrich I. von Baden und seiner Gemahlin Prinzessin Luise von Preußen

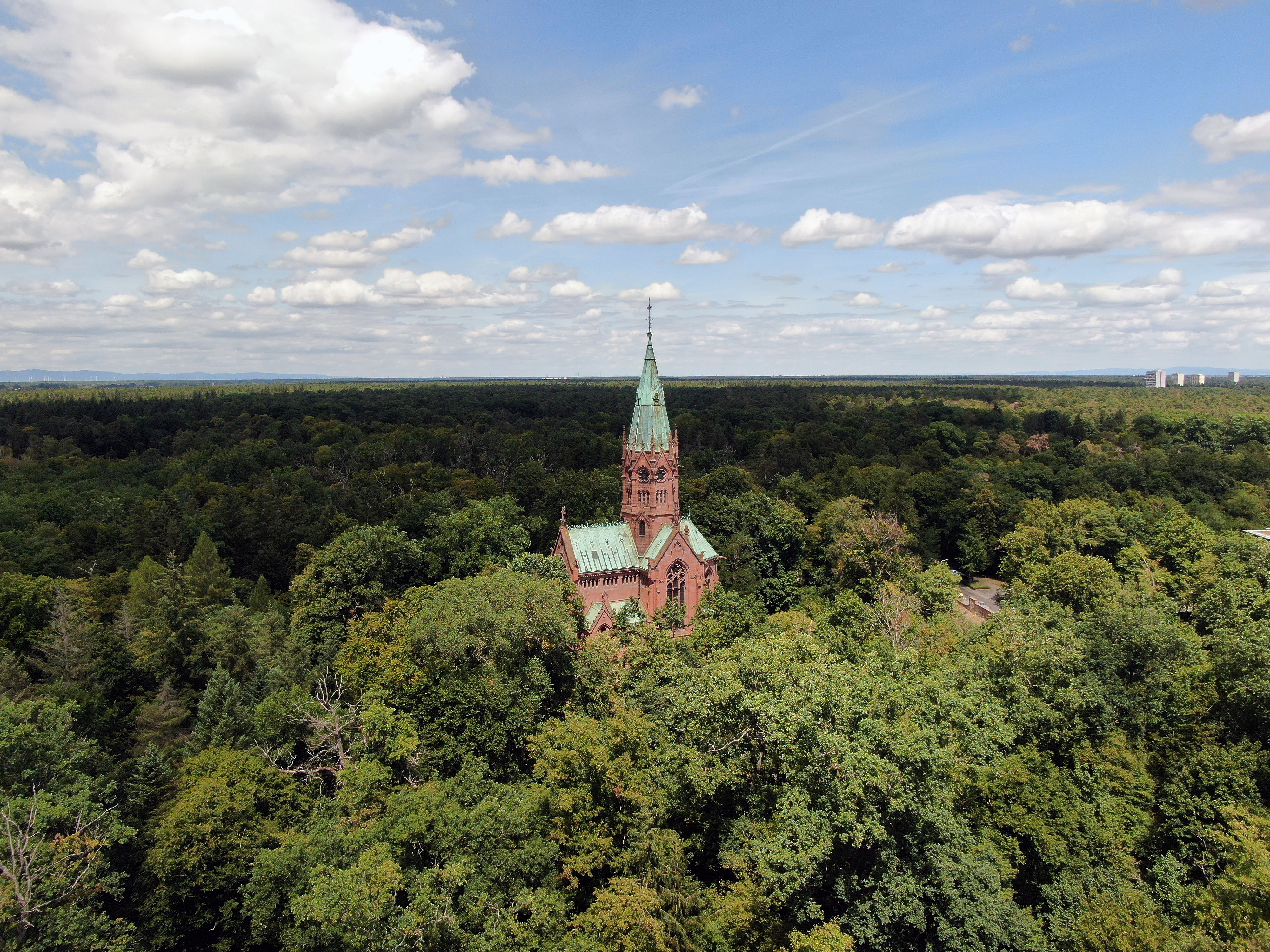
Grabkapelle im Wald

Auftraggeber waren der badische Großherzog Friedrich I. und seine Gemahlin Luise von Preußen: Anlass dafür war der frühe Tod ihres jüngsten Sohnes Ludwig Wilhelm. Die Eltern wünschten sich, seiner fern vom Lärm der Stadt „in der Abgeschiedenheit des tiefen Waldfriedens“ gedenken zu können. Denn bislang waren die badischen Herrscher in der Schlosskirche St. Michael in Pforzheim oder in der Gruft der Karlsruher Stadtkirche beigesetzt worden – Orte, die vom Großherzogspaar ohne öffentliches Aufsehen nicht zu besuchen waren.
Die Grabkapelle liegt in der Lärchenallee des Hardtwalds, am Rande des Fasanengartens zwischen Adenauerring und Klosterweg, gegenüber dem Hans-Dickmann-Kolleg. Sie zählt zu den stimmungsvollsten Monumenten der badischen Geschichte.
Das Äußere der Grabkapelle ist mit seinen Proportionen und dem betont hohen Vierungsturm auf Fernsicht ausgerichtet. Fialen, Wasserspeier und Drachenfiguren, fantasievolle Arbeiten des Karlsruher Bildhauers Sauer, schmücken den Bau.
Der lichtdurchflutete Innenraum der Oberkirche wird durch übereinanderstehende Säulenreihen geprägt, wovon die obere Reihe aus schwarz schimmerndem Labrador gearbeitet ist. Sie tragen Sandsteinkonsolen und ein hölzernes Tonnengewölbe mit kunstvollen Gurtbögen. Vier Engelsköpfe aus lichtgelbem Kalkstein beleben die Vierung. Überall sind Schmuckformen wie Laubfriese und Laubkapitelle zu finden. In den Blättern des Apsisfrieses verstecken sich steinerne Eidechsen. Hermann Volz stattete die Oberkirche mit marmornen Prachtgräbern für Prinz Ludwig Wilhelm, Großherzog Friedrich I. und seine Gemahlin Luise von Preußen aus.
Von der Oberkirche führen breite Treppenstufen in die Gruft hinunter. Hinter einem zweiteiligen, schmiedeeisernen Tor öffnet sich ein heller und freundlicher Raum.
In diesem befinden sich 18 Särge; die letzte Beisetzung war 1952.
1964 übertrug Max Markgraf von Baden die Grabkapelle dem Land Baden-Württemberg. Sie wird heute von der landeseigenen Einrichtung Staatliche Schlösser und Gärten Baden-Württemberg betreut. Seit 2011 kann die Oberkirche von April bis Oktober zu den betreffenden Öffnungszeiten besichtigt werden. Die Gruft ist nur im Rahmen von Sonderführungen zu besichtigen.
2020 wurde das historische Wächterhaus nach einer umfassenden Sanierung eröffnet. Seit 2023 wird die Grabkapelle abschnittweise saniert, weshalb sie 2024 geschlossen war, aber ab April 2025 wieder zugänglich sein wird.

## Liste der in der Gruft Bestatteten

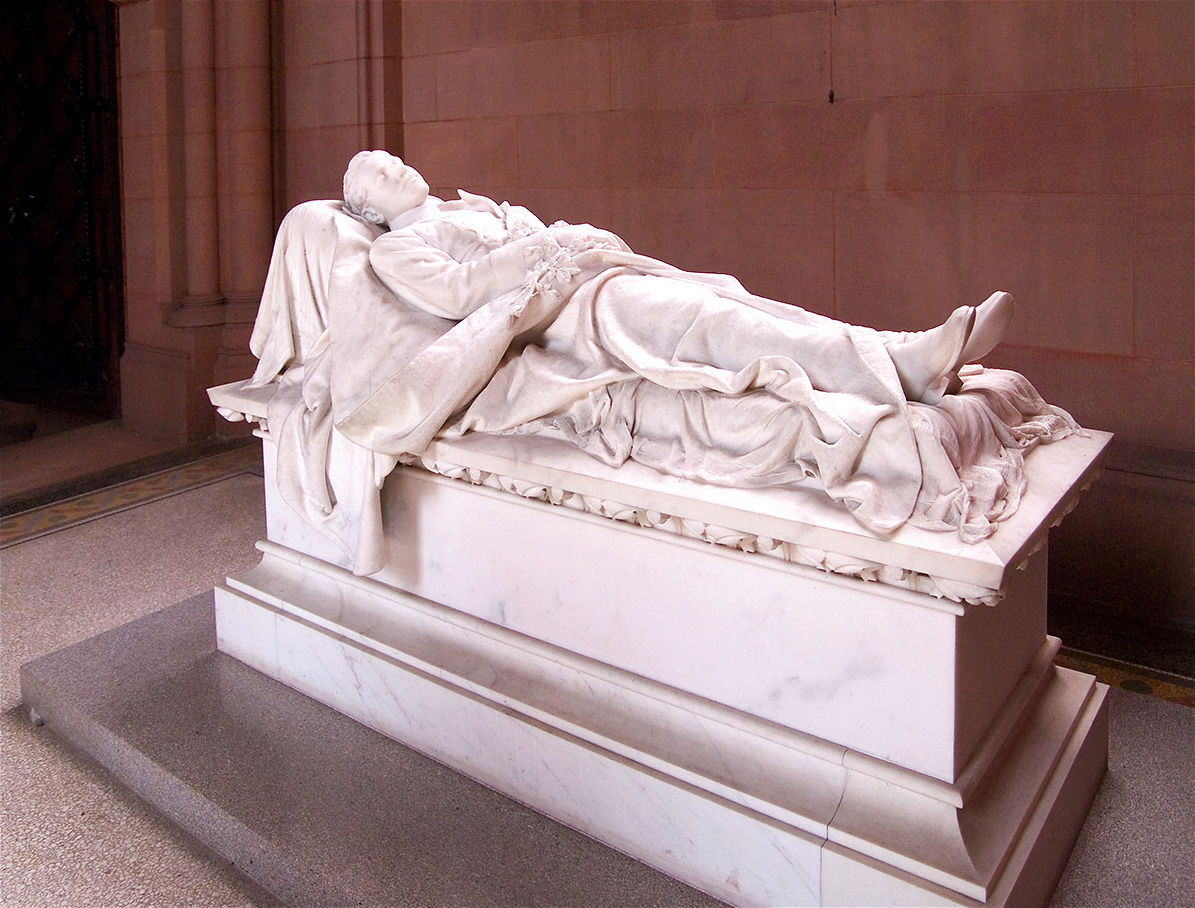
Das Grabmal von Prinz Ludwig Wilhelm (1865–1888)

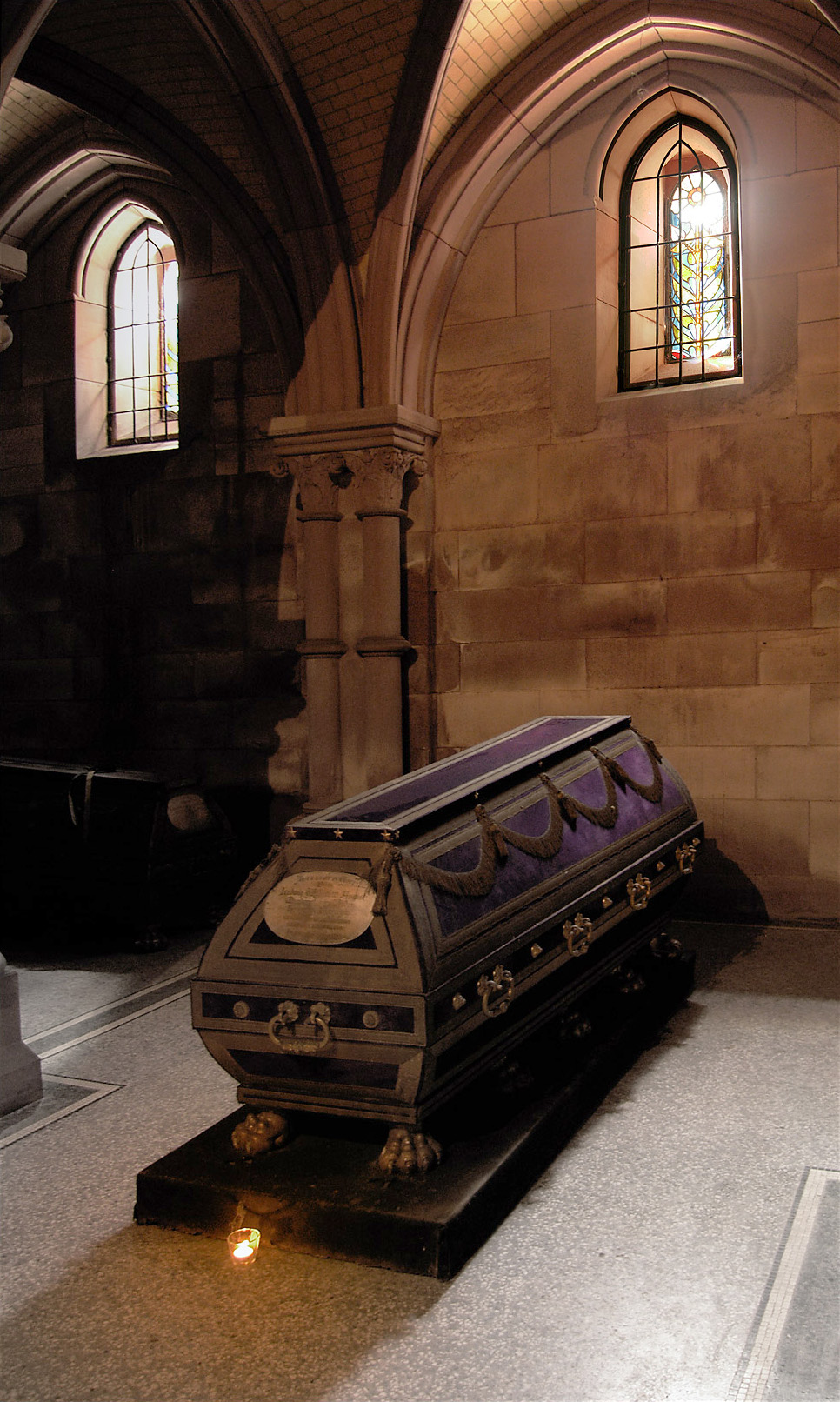
Sarkophag für Prinz Wilhelm von Baden (1829–1897)

Sortiert nach Todesjahr; die vor 1888 verstorbenen Familienmitglieder wurden ursprünglich in der Gruft der Evangelischen Stadtkirche Karlsruhe bestattet und erst infolge des Zweiten Weltkrieges in die Grabkapelle überführt:
- Großherzog Ludwig I. von Baden (1763–1830)
- Prinzessin Henriette von Baden (1833–1834), Tochter des Prinzen Wilhelm
- Großherzog Leopold von Baden (1790–1852)
- Großherzog Ludwig II. von Baden (1824–1858)
- Prinz Wilhelm von Baden (1792–1859)
- Elisabeth Alexandrine von Württemberg (1802–1864), Ehefrau von Prinz Wilhelm
- Sophie Wilhelmine von Schleswig-Holstein-Gottorf (1801–1865), Ehefrau des Großherzogs Leopold
- Prinz Maximilian von Baden (1796–1882)
- Prinz Ludwig Wilhelm von Baden (1865–1888)
- Prinzessin Pauline Elisabeth von Baden (1835–1891)
- Prinz Wilhelm von Baden (1829–1897)
- Prinz Karl von Baden (1832–1906)
- Großherzog Friedrich I. von Baden (1826–1907)
- Rosalie Gräfin von Rhena geborene Freiin von Beust (1845–1908), Ehefrau von Prinz Karl
- Friedrich Graf von Rhena (1877–1908)
- Luise von Preußen (1838–1923), Gemahlin Friedrichs I.
- Großherzog Friedrich II. von Baden (1857–1928)
- Hilda von Nassau (1864–1952), dessen Gemahlin